# Rafiga (cràter)
Rafiga és un cràter d'impacte en el planeta Venus de 5,7 km de diàmetre. Porta el nom d'un antropònim àzeri, i el seu nom va ser aprovat per la Unió Astronòmica Internacional el 1997.